# Dasytrogus pakistanus
Dasytrogus pakistanus är en skalbaggsart som beskrevs av Keith 2010. Dasytrogus pakistanus ingår i släktet Dasytrogus och familjen Melolonthidae. Inga underarter finns listade i Catalogue of Life.